# フレデリック・ライネス
フレデリック・ライネス（Frederick Reines[ˈraɪnəs] RY-nəs、1918年3月16日 – 1998年8月26日）は、アメリカ合衆国の物理学者。

## 人物
ニュージャージー州にロシアからのユダヤ系移民の息子に生まれ、スティーブンス工科大学で学び、ニューヨーク大学で学位を得た。ロスアラモス国立研究所、ケース・ウェスタン・リザーブ大学などで働き、新設されたカリフォルニア大学アーバイン校の物理校の校長になった。
1953年から原子炉で発生したニュートリノをクライド・カワンとともに検出する実験を行った。ニュートリノは電荷を持たないので、検出は困難であり、ライナスらは陽子・中性子に衝突させて荷電粒子による蛍光を捕らえる方法をとった。ニュートリノの発生源は最初核爆発実験の直下に置いて実験することも検討したが実現しなかった。1953年に原子炉の炉心から2mほどの位置に検出装置を置き、原子炉の運転によって信号の増えることを確認した。1954年から大型の装置をつくり、ニュートリノの発生頻度を計測し、理論で予測されていたニュートリノの存在を証明した。

## 受賞歴
- 1981年 - ロバート・オッペンハイマー記念賞
- 1983年 - アメリカ国家科学賞
- 1989年 - ブルーノ・ロッシ賞（アーバイン＝ミシガン＝ブルックヘブン実験の一員として）
- 1992年 - パノフスキー賞、フランクリン・メダル
- 1995年 - ノーベル物理学賞